# Carlos Ruiz Aránega
Carlos Ruiz Aránega (Baza, España, 20 de julio de 1983) es un exfutbolista español que jugaba como defensa. Su último club fue el Club Deportivo Tenerife de la Segunda División de España tras pasar diez años en la institución.Tras su retirada tomaría un cargo en la directiva de dicho club.